# Phloeidae
Die Phloeidae sind eine Familie der Wanzen (Heteroptera) innerhalb der Teilordnung Pentatomomorpha. Von ihnen sind 3 rezente Arten in 2 Gattungen bekannt.

## Merkmale
Die Wanzen werden 20 bis 30 Millimeter lang. Ihr bräunlich gefärbter, extrem abgeflachter Körper mit stark erweiterten Körperrändern stellt eine hervorragende Anpassung zur Tarnung auf Rinde dar.
Die Außenränder der Mandibeln, des Pronotums, der Basis des Coriums der Hemielytren und des Hinterleibs sind breit plattenartig erweitert. Die Facettenaugen sind in einen dorsalen und einen ventralen Teil geteilt. Die Bucculae sind lang, liegen hinten niedrig und haben einen sehr langgestreckten Labialkanal. Das erste Segment der dreigliedrigen Fühler ist sehr lang, das dritte ist etwas gekrümmt. Die Fühlerglieder sind fast vollständig durch die plattenartig erweiterten Mandibeln verdeckt. Der hintere Teil des Schildchens (Scutellum) ist sehr langgestreckt. Es verdeckt nicht die Vorderflügel. Deren Membrane sind stark netzartig geadert. Die Hinterflügel haben einen Hamus (eine hakenförmige von der Media abgeleitete Querader in der Diskalzelle). Die Tarsen sind dreigliedrig. Das dritte bis siebte Sternum am Hinterleib trägt längs, mesad der Linie der Stigmen angeordnete Trichobothria. Die Duftdrüsenöffnungen am Metathorax liegen nahe dem Seitenrand des Pleurons. Bei den Nymphen liegen die dorsalen Duftdrüsenöffnungen des Hinterleibs zwischen dem dritten bis sechsten Tergum. Die zwischen dem dritten bis fünften sind paarweise angeordnet, bei der letzten ist das Paar zu einer Öffnung verwachsen. Bei manchen Arten fehlt die vorderste Duftdrüsenöffnung. Das Connexivum am Hinterleib ist mit den Terga und den Sterna verwachsen; es gibt keine inneren Laterotergite. Das Stigma am zweiten Segment ist ausgebildet und teilweise sichtbar. Das neunte Paratergit ist stark verlängert. Der Aedeagus besitzt drei Paar Fortsätze an der Conjunctiva.
Die dreigliedrigen Fühler, der stark plattenartig ausgezogene Körperrand und die Merkmale des Aedeagus sind Autapomorphien der Gruppe.

## Vorkommen
Die Familie kommt nur in der Neotropis vor. Sie ist in ihrer Verbreitung auf Südamerika beschränkt.

## Lebensweise
Diese Wanzen sind durch ihre Morphologie und Färbung auf der Rinde von Bäumen perfekt getarnt und sehen dort aus wie Flechtenbewuchs. Die Tiere können Flüssigkeit aus ihren Duftdrüsen bis in einige Entfernung ausschießen. Dies dient offenbar nicht der Verteidigung, da dieses Verhalten nicht im Zusammenhang mit Störungen beobachtet werden konnte, es handelt sich dabei vermutlich eher um eine Ausscheidungsfunktion. Die Wanzen fliegen nicht. Sie ernähren sich offensichtlich phytophag. Bei einer Untersuchung im Jahr 2003 wurden die Tiere ausschließlich auf einer nicht näher bestimmten Art der Myrobalanen (Terminalia), wahrscheinlich Terminalia kuhlmannii, gefunden. Bei allen drei Arten der Phloeidae ist nachgewiesen, dass die Weibchen Brutpflege betreiben. Sie bewachen nicht nur ihr Eigelege, über das sie sich bis zum Schlupf der Brut zur Tarnung setzen, sondern sie beschützen auch die Nymphen zumindest im ersten, wohl aber auch bis ins dritte Stadium, indem sie sie auf ihrer Bauchseite angeheftet viele Tage lang umhertragen. Ob sie sie dabei auch mit Nahrung versorgen, wie von manchen Autoren vermutet, ist umstritten und noch unklar.

## Taxonomie und Systematik
Das Taxon wurde durch Charles Jean Baptiste Amyot & Jean Guillaume Audinet Serville 1843 als „Phleides“ erstbeschrieben und als Unterfamilie zu den Baumwanzen (Pentatomidae) gestellt. Leston (1953) und später Lent & Jurberg (1965) sowie Rolston & McDonald (1979) behandelten die Gruppe als eigenständige Familie. Ihr werden folgende Gattungen und Arten zugerechnet:
- Gattung Phloea
  - Phloea corticata Drury, 1773
  - Phloea subquadrata Spinola, 1837
- Gattung Phloeophana
  - Phloeophana longirostris (Spinola, 1837)

## Belege